# Kaisa Parviainen
Kaisa Parviainen   (Juankoski, 3 de desembre de 1914 - Rauma, 21 d'octubre de 2002) va ser una atleta finlandesa, especialista en el llançament de javelina i el salt de llargada que va competir entre les dècades de 1930 i 1950.
El 1948 va prendre part en els Jocs Olímpics de Londres, on disputà dues proves del programa d'atletisme. Guanyà la medalla de plata en la prova del llançament de javelina, mentre en la del salt de llargada fou tretzena. Quatre anys més tard, als Jocs de Hèlsinki, fou setzena en la prova del llançament de javelina del programa d'atletisme.
En el seu palmarès també destaquen tres campionats nacionals de llançament de javelina (1948, 1950 i 1951) i un de salt de llargada, el 1948.

## Millors marques
- Salt de llargada. 5.48 metres (1948)
- Llançament de disc. 38.02 metres (1939)
- Llançament de javelina. 43.79 metres (1948)[1][3]